# Zofia Lewinówna

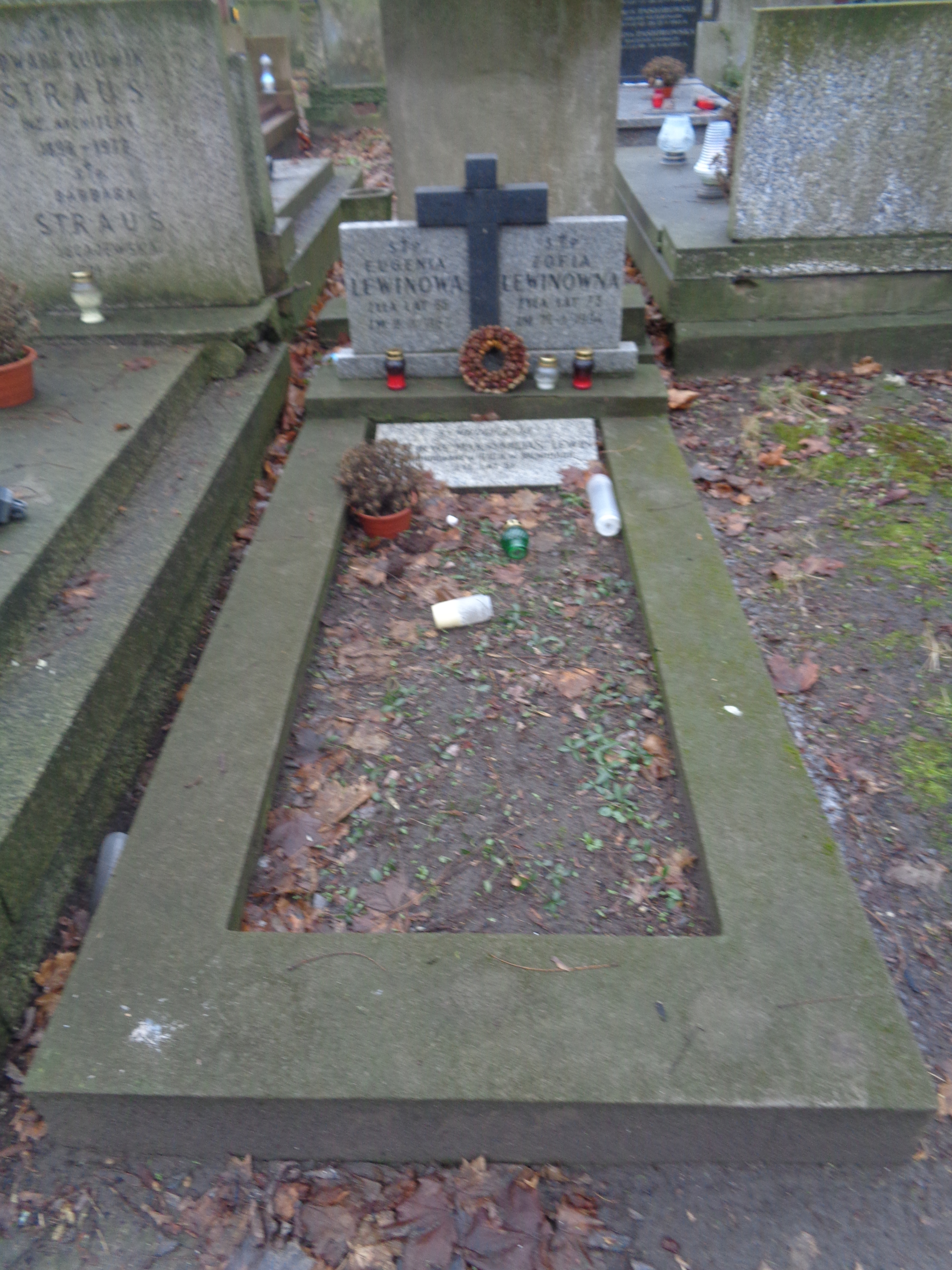
Grób Zofii Lewinówny na Cmentarzu Powązkowskim

Zofia Lewinówna (ur. 25 sierpnia 1921 w Warszawie, zm. 22 stycznia 1994 tamże) – polska polonistka, encyklopedystka i edytor.

## Życiorys
Była córką Maksymiliana Lewina – majora WP, żołnierza Legionów Polskich. Ukończyła Państwowe Żeńskie Gimnazjum im. Marii Konopnickiej w Warszawie (1938) oraz filologię polską na Uniwersytecie Warszawskim (po wojnie). 
Zimą 1939/40 jej ojciec został zamordowany przez Niemców w Palmirach. Ona sama wraz z matką musiała ze względu na swoje żydowskie korzenie spędzić znaczną część okupacji w ukryciu. Początkowo ukrywała się w Warszawie, później w Hrubieszowie. 
W latach 1951–1952 była więziona za przynależność do Związku Akademickich Sodalicji Mariańskich. Kilkukrotnie przesłuchiwał ją osobiście Józef Różański.
Pracowała jako redaktor: w latach 1949–1964 w Państwowym Instytucie Wydawniczym, od 1954 w Redakcji Literatury Polskiej Oświecenia i Romantyzmu, w latach 1964–1982 w Państwowym Wydawnictwie Naukowym, w redakcji wydawnictw encyklopedycznych.
Od lat 40. współpracowała z Tygodnikiem Powszechnym, publikując w nim recenzje książkowe. W stanie wojennym była pracownikiem Prymasowskiego Komitetu Pomocy Osobom Pozbawionym Wolności i Ich Rodzinom i kierowała w nim jednym z magazynów paczek z pomocą humanitarną.
Pochowana na Starych Powązkach w Warszawie (kwatera 329-1-17).

## Dzieła
Jej najbardziej znanym opracowaniem jest wydany w 1967 zbiór relacji Ten jest z Ojczyzny mojej. Polacy z pomocą Żydom. 1939–1945 (wspólnie z Władysławem Bartoszewskim). Opracowała także m.in. Pamiątki Soplicy Henryka Rzewuskiego, komentarz do Pamiętników, czyli Historii polskiej Jędrzeja Kitowicza. Była również encyklopedystką, autorką hasła do polskiej encyklopedii literackiej Literatury polskiej: przewodnika encyklopedycznego .